# 外腹斜筋
外腹斜筋（がいふくしゃきん、英語: abdominal external oblique muscle）は、腹部の筋肉のうち腹壁外側部を走る側腹筋の一つ。第5～第12肋骨外側面を起始とし、斜め前下方に走り、腸骨稜および鼠径靱帯、白線 (en:Linea alba (abdomen)) に付着する。
肋骨とともに胸郭を引き下げ、脊柱を曲げると同時に、骨盤を引き上げる作用がある。